# Rio Alibeg (Danúbio)
O Rio Alibeg é um rio da Romênia afluente do rio Danúbio, localizado no distrito de Caraş-Severin.